# Ivarsejt

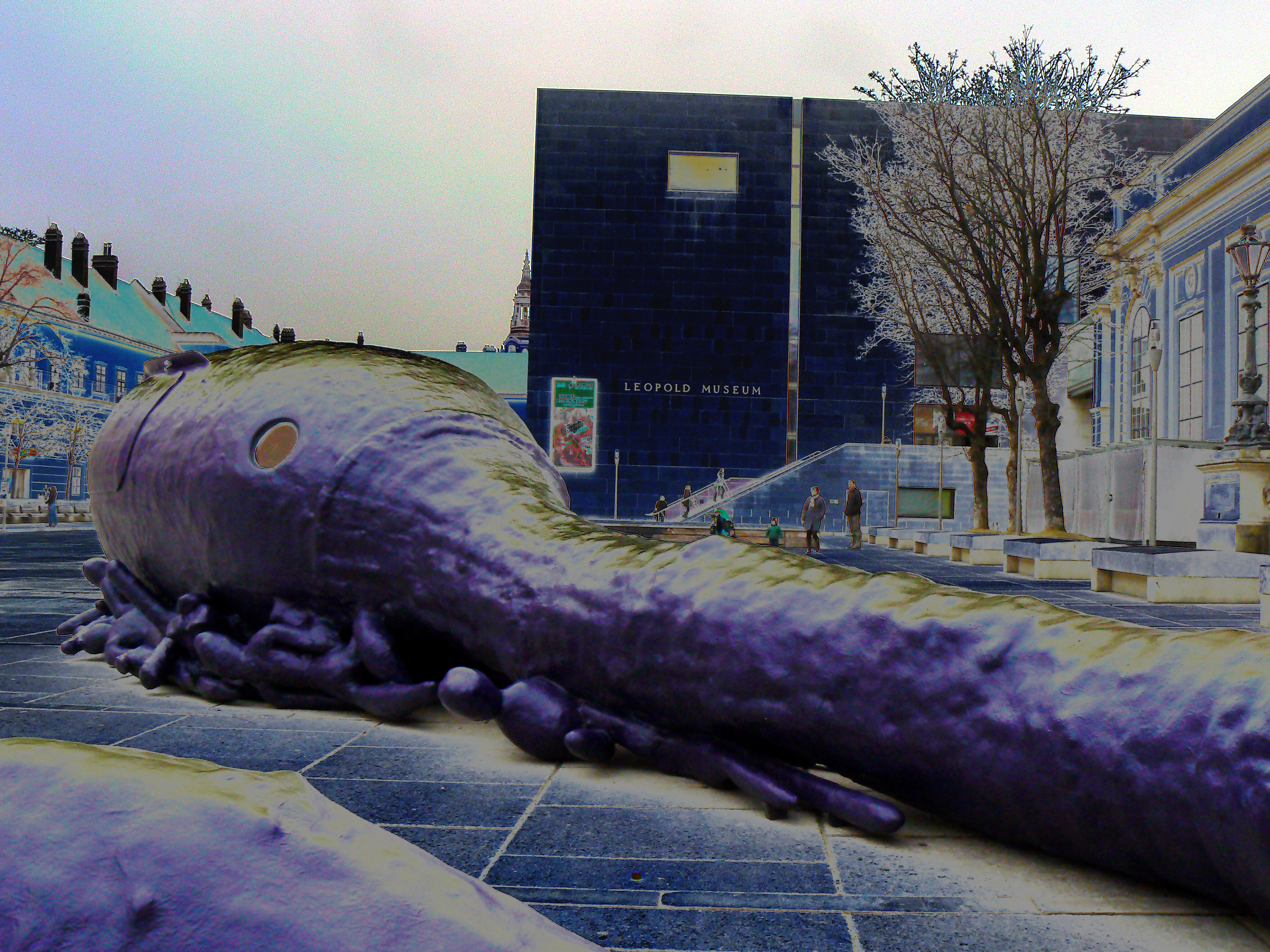
Joep van Lieshout: Sötétkék spermium, Museumsplatz, Bécs

Az ivarsejt vagy gaméta (az ógörög γαμέτης gametes „férj” / γαμετή gamete „feleség” szóból) az ivarosan szaporodó többsejtű élőlények olyan sejtje, ami a megtermékenyülés során egyesül egy másik sejttel. A morfológiailag két különböző típusú gamétát termelő fajok esetében, ha minden egyedben csak egyfajta gaméta termelődik, a nőnemű vagy nőstény egyedben termelődik a nagyobbik fajta gaméta – makrogaméta, petesejt vagy ovum –, a hímnemű egyedben pedig a kisebb, ebihalszerű típus – a mikrogaméta vagy spermium. Ez az anizogámia vagy heterogámia esete, ahol a nőstény és hím egyedek különböző méretű ivarsejteket termelnek (az emberek esetében a petesejt térfogata 100 000-szerese a spermiuménak). Ezzel ellentétben az ősibb jellegnek gondolt izogámia esetében mindegyik ivarhoz tartozó gaméták azonos méretűek és alakúak, ezért csak különböző párosodási típusoknak nevezik őket.
A gaméta elnevezést az osztrák biológus, Gregor Mendel használta elsőként. A gaméták haploidak, tehát az egyed teljes genetikai információjának felét, 1n-t hordoznak magukban.

## Különbözőség

Emberi női ivarsejt (gaméta)

Emberi hímivarsejt (spermium)

Az ivarsejttől eltérően a diploid testi sejtek a spermium, illetve a petesejt kromoszómaállományának egy-egy másolatát tartalmazzák; tehát a leszármazott sejtjei mind az apa, mind az anya egyedi jellemzőit meghatározó génekkel rendelkeznek. A gaméta kromoszómaállománya azonban nem pontos másolata az ivarsejtet termelő egyed sem az apai, sem az anyai kromoszómaállományának. Ehelyett afféle „hibrid” génállománya van, amit az átkereszteződés (a genetikai rekombináció egy formája) hoz létre a meiózis során. A véletlenszerű elemet is tartalmazó hibridizáció miatt az egyed minden ivarsejtjében kissé eltérőek a kromoszómák. Továbbá, a kromoszómák bázispárjai véletlenszerő mutációkon is keresztülmennek, ami végső soron megváltozott DNS-t, így megváltozott fehérjéket és fenotípust jelenthet. Ez a mutáció, rekombináció, és a tény, hogy a kromoszómaállomány végső soron valamely nagyszülőtől származik magyarázza meg a rokonok közötti genetikai különbözőségeket.

## Növények
Az ivarosan szaporodó növények gamétái a portokban, illetve a magházban képződnek. A pollent és a magkezdeményeket meiózis hozza létre az állatokhoz hasonló módon.

## Ivarmeghatározás
Az emberi petesejt kizárólag X-kromoszómát hordozhat (az X és Y ivari kromoszóma közül), míg a spermium X vagy Y-kromoszómát hordozhat; így a spermium határozza meg a létrejövő zigóta nemét; ha annak Y-kromoszómája van, hímnemű, ha X-kromoszómája, nőnemű példány fog kifejlődni. Ettől eltérő, ivart meghatározó rendszerek is léteznek, például a madarakban és egyes ízeltlábúakban előforduló, ivart meghatározó ZW rendszer esetében éppen fordított módon, a petesejt határozza meg a leszármazott ivarát.

## Fordítás
Ez a szócikk részben vagy egészben a Gamete című angol Wikipédia-szócikk ezen változatának fordításán alapul.  Az eredeti cikk szerkesztőit annak laptörténete sorolja fel. Ez a jelzés csupán a megfogalmazás eredetét és a szerzői jogokat jelzi, nem szolgál a cikkben szereplő információk forrásmegjelöléseként.